# 리처드 에들런드

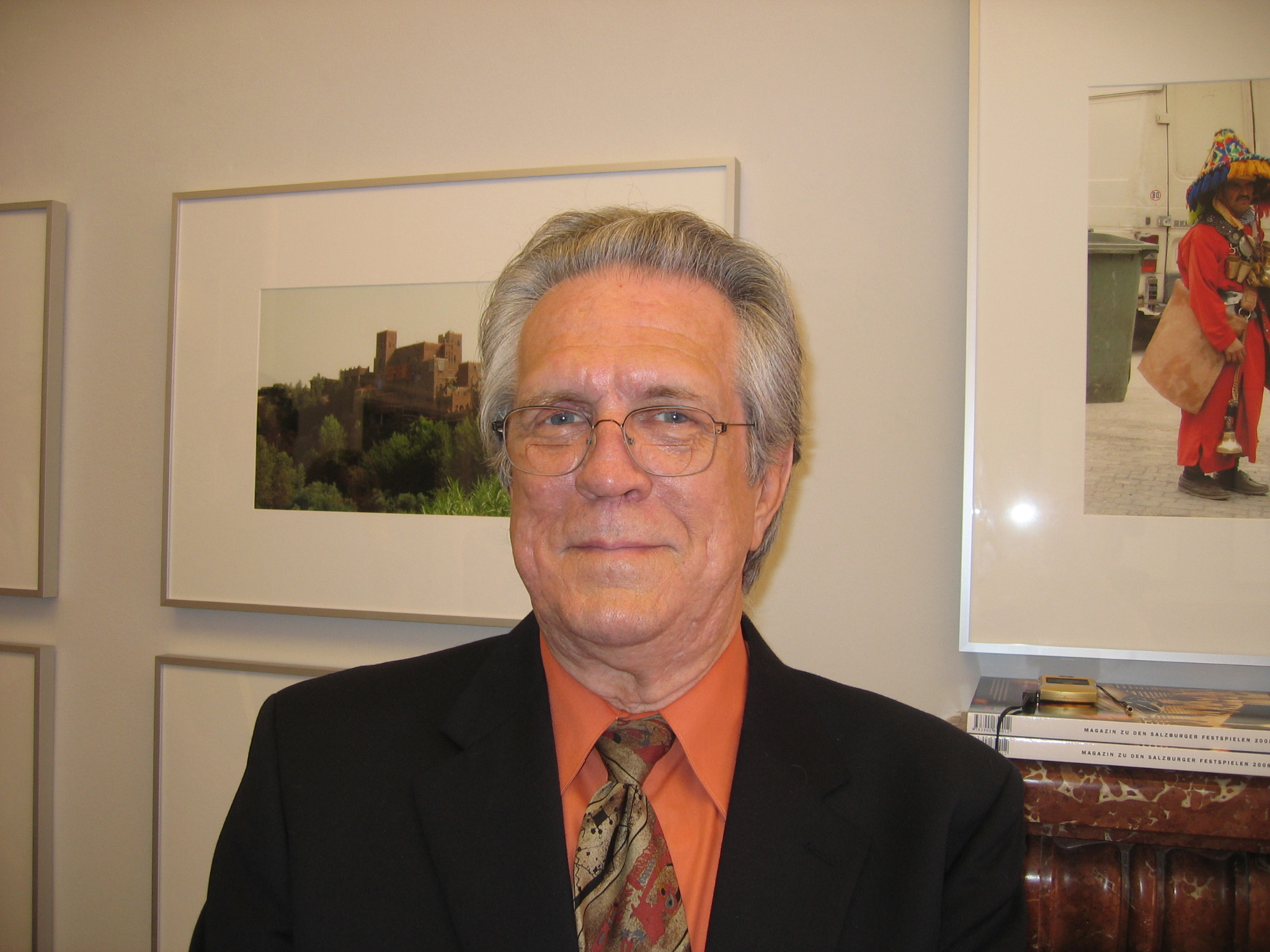

리처드 에드런드(Richard Edlund)는 미국의 영화 특수 효과 관련자다.

## 관련 작품
- 1977년

스타워즈 에피소드 4: 새로운 희망
- 1980년

스타워즈 에피소드 5: 제국의 역습
- 1983년

스타워즈 에피소드 6: 제다이의 귀환
- 1984년

고스트버스터즈

## 참고자료
- (영어) Richard Edlund - 인터넷 영화 데이터베이스